# Anneliese Van der Pol
Anneliese Louise Van Der Pol est une actrice et productrice néerlando-américaine, née à Naaldwijk aux Pays-Bas le 23 septembre 1984. Elle s'est fait connaitre du grand public en jouant le role de Chelsea Daniels dans la série télévisée Phénomène Raven aux côtés de Raven-Symoné, Rondell Sheridan, Orlando Brown et Kyle Massey.

## Biographie

### Jeunesse et débuts précoces
Elle est encore très jeune lorsque la famille emménage aux États-Unis. Son père s'appelle Wim Van Der Pol, sa mère Dyan Ross et ses deux sœurs plus âgées Rachel et Sarah. Sa mère est d'origine juive et a souhaité nommer Anneliese en hommage à Anne Frank.
Elle grandit à Bellflower (Californie) et possède un diplôme du programme de comédie musicale de l'école d’arts de Orange County (Californie).
En 1999, elle enregistre en studio la musique Winter Wonderland, en duo avec Desi Arnaz Jr. pour l'album Children of Christmas. La même année, elle remporte un Bobbi Award en tant que meilleure actrice dans une comédie musicale à la suite de son interprétation de Sandy dans la production Grease jouée au Huntington Playhouse,.
En août 2000, grâce à son interprétation de Eva Peron dans la production du théâtre Buena Park Civic, Evita, elle reçoit des éloges de la part du célèbre quotidien Los Angeles Times et elle est la plus jeune comédienne, à quinze ans, à avoir incarné ce personnage,.
En 2001, sa performance en tant que Laurey dans Oklahoma lui permet de recevoir une nomination pour l'Austin Critics Table Awards de la meilleure actrice dans une comédie musicale ainsi que pour un B. Iden Payne Award. La même année, elle apparaît dans le film Divorce: The Musical.

### Révélation parPhénomène Raven
Mais c'est en 2003 qu'Anneliese se fait connaître du public grâce à la série comique Phénomène Raven, en jouant la meilleure amie du personnage principal interprétée par Raven Symone. Cette série met en scène Raven Baxter, une adolescente qui voit l'avenir en ayant des visions. Personne n'est au courant, à part ses deux meilleurs amis Chelsea et Eddy, son petit frère Cory, son père Victor et sa mère Tania.
Le succès du programme lui permet d'intégrer la troupe du groupe Disney Channel Circle of Stars qui est composé d'acteurs et de chanteurs des séries et films Disney Channel,.
En 2004, elle enregistre le single Overt it pour la bande originale du Disney Channel Original Movie La Naissance d'une nouvelle star qui met en vedette Danielle Panabaker et Brenda Song,. L'année d'après, Phénomène Raven est élue meilleure série de Disney Channel par les téléspectateurs.
En 2006, afin d'assurer la promotion de Phénomène Raven, elle enregistre et tourne le clip de la chanson A Day in the Sun,. La même année, la série a eu un crossover avec La Vie de palace de Zack et Cody et Hannah Montana dans La Phénoménale Vie de palace d'Hannah Montana. Aux États-Unis, le crossover est diffusé sous forme d'un téléfilm. En France, Il est découpé en trois épisodes qui sont répartis dans les différentes séries.
En 2007, l'année qui coïncide avec la diffusion de la quatrième et dernière saison de Phénomène Raven, elle joue dans le film Bratz : In-sé-pa-rables ! de Sean McNamara. Basé sur la franchise de poupées mannequins Bratz du fabricant MGA Entertainment, il s'agit de la première et unique adaptation de la franchise au cinéma après plusieurs films d'animation sortis directement en vidéo. C'est également sa première et unique adaptation en prise de vues réelle. Distribué par le studio Lionsgate aux États-Unis, le film a reçu un accueil unanimement négatif de la part de la presse américaine et a réalisé une performance décevante au box-office. Même constat dans le reste du monde où il reçoit également un accueil froid et peine à récolter des bénéfices, faisant de lui flop.
Enfin, l'après Phénomène Raven se caractérise par ses débuts sur la mythique scène de Broadway dans le rôle de Belle pour la comédie musicale La belle et la bête,,. Elle assure les représentations jusqu'en juillet 2007.

### Théâtre, comédies musicales et retour télévisuel
Entre 2008 et 2009, elle est l'une des têtes d'affiche de la comédie musicale Vanities: A New Musical,,,.
En 2009, elle fait son retour au théâtre dans le rôle d'Esther Smith pour la production musicale Le chant du Missouri.
En 2010, elle joue dans la comédie potache Mords-moi sans hésitation, qui parodie la saga de films Twilight. Elle y reprend le rôle d'Anna Kendrick. Cette production est un échec.
En 2011, elle apparaît en tant que guest-star dans un épisode de la série Shake It Up. Dans le même temps, elle joue un rôle récurrent dans la mini série Shalom Sesame,. Puis, elle est supposée tenir l'un des premiers rôles de la pièce A Dram of Drummhicit d'Arthur Kopit mais des différents créatifs entre elle et le réalisateur la poussent à abandonner,,.
En 2012 et 2014, elle se consacre au théâtre et aux comédies musicales, enchaînant les premiers rôles dans diverses productions,,,.
En 2017, elle fait son grand retour en tant que Chelsea aux côtés de Raven-Symoné dans Raven. Un spin-off de la série de Disney Channel Phénomène Raven, le deuxième après Cory est dans la place (2007-2008). Dans cette nouvelle suite, qui se déroule 10 ans plus tard, Raven est séparée de Devon. Elle et sa meilleure amie Chelsea sont toutes les deux mères divorcées. Elles ont emménagé ensemble dans une maison à Chicago. Raven est la mère de faux jumeaux, Nia et Booker. Chelsea est quant à elle la mère d'un garçon, Levi. Les péripéties vont venir perturber l'incroyable colocation lorsque Raven réalisera que son fils Booker a hérité de ses visions,.

### Vie privée
En 2006, à la suite d'une collision, elle est arrêtée par la police de Los Angeles avec un taux d'alcool dans le sang supérieur à la limite légale en Californie. Lors de son jugement, elle plaide coupable et est condamnée, en 2007, à une mise à l'épreuve de 36 mois ainsi qu'au paiement d'une amende. Sa probation prend fin en 2010.

## Théâtre
- 1999 : Grease : Sandy (Huntington Playhouse[2])
- 2000 : Evita : Evita (Buena Park Civic Theatre[2])
- 2000 - 2001 : Oklahoma : Laurey (Austin Musical Theatre[2])
- 2007 : Beauty and the Beast : Belle (Broadway[31])
- 2008 - 2009 : Vanities: A New Musical : Kathy (Off-Broadway)
- 2009 : Meet Me in St. Louis : Esther Smith (Theatre Under the Stars' Musical Production[2])
- 2012 : The Heiress : Marian Almond (Pasadena Playhouse)
- 2012 - 2013 : Emma : Emma (Arizona Theatre Company)
- 2013 : The Importance of Being Earnest : Gwendolyn Fairfax (Arizona Theatre Company)
- 2013 : Ghostlight : Olive Thomas
- 2014 : Thoroughly Modern Milie : Millie Dillmount (Will Rogers Memorial Center[27])

## Filmographie

### Cinéma

#### Longs métrages
- 2002 : Divorce: The musical de Steven Dworman : Chelsea Weber
- 2005 : Horror High de Shawn Papazian : Rachael (vidéofilm)
- 2007 : Bratz : In-sé-pa-rables ! (Bratz) de Sean McNamara : Avery
- 2010 : Mords-moi sans hésitation (Vampires Suck) de Jason Friedberg et Aaron Seltzer : Jennifer
- 2011 : Cats Dancing on Jupiter de Jordan Alan : Dayna
- 2018 : 5 Weddings de Namrata Singh Gujral : Whitney Simmons

#### Courts métrages
- 2014 : Wish Wizard de André Gordon: Fairyista

### Télévision

#### Séries télévisées
- 2003 - 2007 : Phénomène Raven (That's So Raven) : Chelsea Ophelia Daniels (100 épisodes)
- 2006 : La Phénoménale Vie de palace d'Hannah Montana : Chelsea Daniels (épisode crossover de Phénomène Raven avec La Vie de palace de Zack et Cody et Hannah Montana)
- 2006 : Kim Possible : Heather (voix - saison 3, épisode 12)
- 2009 : The Battery's Down : Rhonda Busby Smith (1 épisode)
- 2010 - 2011 : Shalom Sesame : Anneliese (11 épisodes)
- 2011 : Shake It Up : Ronnie (saison 1, épisode 15)
- 2011 : Friends with Benefits : Beth (saison 1, épisode 3)
- 2017 : uncool : Polly (1 épisode)
- 2017-2022 : Raven : Chelsea Grayson
- 2019 : Starving Artist : Meghan Croft (pilote non retenu)
- 2019 : Johnno and Michael Try : Eliza Jupiter (1 épisode)

#### Téléfilm
- 2011 : Extremely Decent de Nick P. Smith : Jess

### Clips vidéo
- 2002 : That's So Raven de Raven Symoné
- 2003 : Circle of Life de Disney Channel Stars
- 2004 : Over It d'elle-même
- 2005 : A Dream Is a Wish Your Heart Makes de Disney Channel Stars
- 2006 : A Day in the Sun d'elle-même

### Divers
- 2006 : Disney Channel Games : Candidate (émission de télévision - 1 épisode)
- 2014 : Stage Door Divas de Eric Inman : Une amie au bar (documentaire)

## Distinctions
Sauf indication contraire ou complémentaire, les informations mentionnées dans cette section proviennent de la base de données IMDb.

### Récompenses
- Bobbi Awards 1999 : meilleure actrice dans une comédie musicale pour Grease
- Young Artist Awards 2005 : meilleure jeune distribution dans une série télévisée pour Phénomène Raven, prix partagé avec Orlando Brown, Kyle Massey et Raven-Symoné

### Nominations
- Austin Critics Table Awards 2001 : meilleure actrice dans une comédie musicale pour Oklahoma
- B. Iden Payne Awards 2001 : meilleure actrice dans une comédie musicale pour Oklahoma